# Tensairity
 (janvier 2022).
Si vous disposez d'ouvrages ou d'articles de référence ou si vous connaissez des sites web de qualité traitant du thème abordé ici, merci de compléter l'article en donnant les références utiles à sa vérifiabilité et en les liant à la section « Notes et références ».

Comparaison d'une poutre Tensairity (b) et d'un treillis en acier classique (a). Quand la charge est appliquée vers le bas, tentant de courber la poutre, la compression de la barre supérieure et la tension dans la barre inférieure s'opposent à la déformation. L'écartement entre les barres inférieure et supérieure est généralement assuré par la structure triangulaire. Dans une poutre utilisant la tensairité, ceci est assuré par la pression du gaz. La barre du bas peut-être remplacée par une corde ou par la membrane du cousin gonflable car elle travaille en tension. Ceci permet d'obtenir un meilleur rapport solidité/poids.

Tensairity est une marque déposée par Airlight,[source insuffisante] pour désigner une structure de base utilisant des poutres gonflables et attachées avec des raidisseurs et des câbles qui lui permettent d'avoir des avantages mécaniques pour une faible masse. Les structures pneumatiques utilisant ce principe permettent de résoudre des difficultés techniques. Ce type de structure peut-être vu comme une évolution de la tenségrité et a été développé en particulier par Mauro Pedretti.

## Applications connues
Pont, construction d'engins volants ,.